# Wybory prezydenckie w Indonezji w 2014 roku
Wybory prezydenckie w Indonezji w 2014 roku odbyły się 9 lipca. Były to trzecie wolne wybory głowy państwa w Indonezji. Zwycięzcą wyborów został wywodzący się z Demokratycznej Partii Indonezji – Walka, ówczesny gubernator Dżakarty Joko Widodo. Wiceprezydentem został Jusuf Kalla.

## Kandydaci i koalicje wyborcze
Ze względu na zmiany w prawie wyborczym z 2008 roku, kandydaci na urząd prezydenta mogli być jedynie wystawiani przez partie i komitety wyborcze, które posiadały co najmniej 20% miejsc w Ludowej Izbie Reprezentantów oraz te, które zdobyły co najmniej 25% głosów w wyborach parlamentarnych zorganizowanych w kwietniu tego samego. Ostatecznie, w wyborach wystartowało dwóch kandydatów reprezentujących dwie koalicje wyborcze. Kandydatem tzw. Koalicji Większościowej (zrzeszającej takie ugrupowania jak Gerindra, Golkar, Zjednoczona Partia na rzecz Rozwoju, Partia Prosperującej Sprawiedliwości, Partia Mandatu Narodowego, Partia Demokratyczna, Partia Gwiazdy i Półksiężyca) był Prabowo Subianto. Kandydatem tzw. Koalicji Mniejszościowej (w skład której wchodziły Demokratyczna Partia Indonezji – Walka, Partia Świadomości Narodu, Partia Narodowo-Demokratyczna, Partia Przebudzenia Narodowego oraz Indonezyjska Partia Sprawiedliwości i Jedności) był Joko Widodo.

## Wyniki

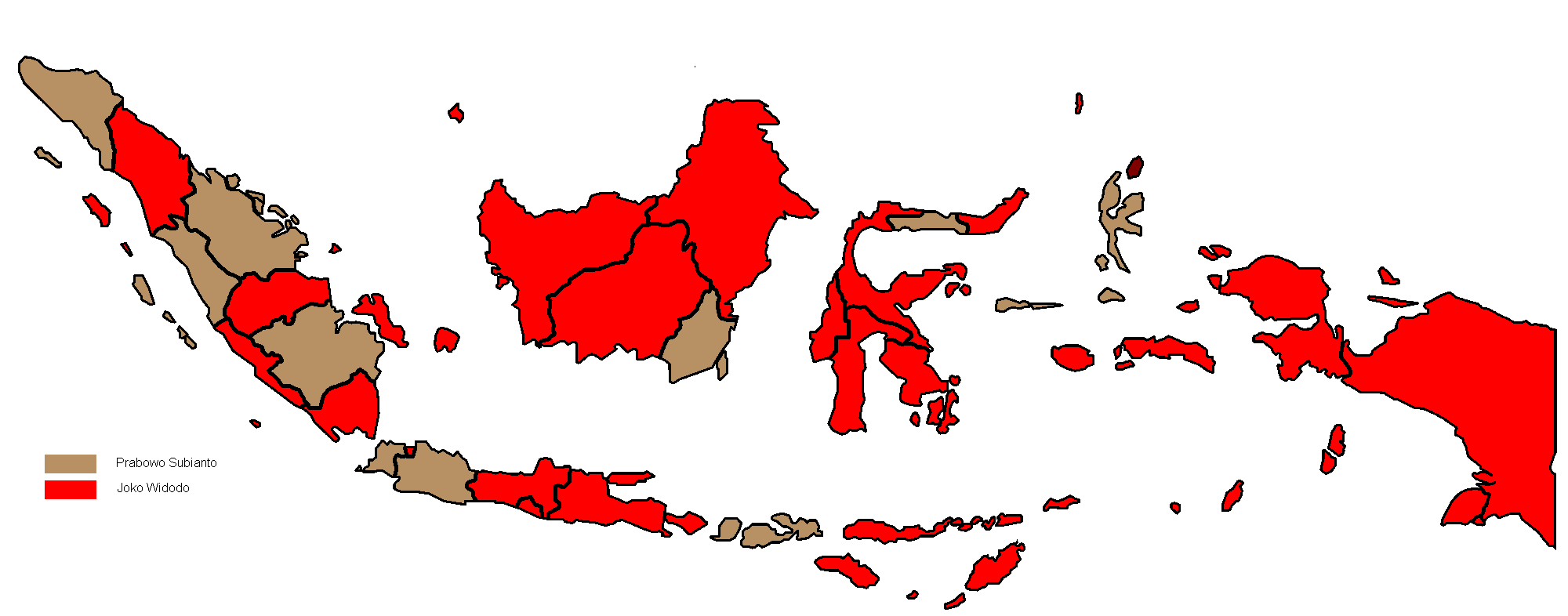
Wyniki wyborcze w poszczególnych prowincjach

W wyborach oddano łącznie 133 574 277 ważnie oddanych głosów. Joko Widodo uzyskał wynik 70 997 833 (53,15%) głosów, zdobywając największe poparcie w takich prowincjach jak Bali (71,42%); Celebes Zachodni (73,37%); Celebes Południowy (71,43%); Papua (73,16%). Prabowo Subianto zdobył 62 576 444 (46,85%) głosów, wygrywając między innymi w takich prowincjach jak Sumatra Zachodnia (76,92%); Małe Wyspy Sundajskie Zachodnie (72,45%) oraz w największej prowincji pod względem ilości mieszkańców Jawie Zachodniej (59,78%).